# Peter Bjørnskov
Peter Bjørnskov (født 1981 i Horsens) er en dansk sanger, sangskriver og producer. Han er tidligere trommeslager i poprock-bandet Neeva, der udgav debutalbummet Where to Start den 22. september 2008.
Peter Bjørnskov har haft flere sange med i Dansk Melodi Grand Prix, samt skrevet sange til artister som Sanne Salomonsen, Ankerstjerne, Kato, Emmelie de Forest, Electric Lady Lab, Thomas Ring, Bryan Rice, og The Fireflies. Han er en del af sangskriver-teamet Startone Music, der også tæller Lene Dissing.

## Karriere

### Dansk Melodi Grand Prix
Peter Bjørnskov har skrevet og komponeret sangen "Breathing", som Bryan Rice fremførte til Dansk Melodi Grand Prix 2010, hvor den nåede til finalen, men blev slået af "In a Moment Like This" sunget af Chanée & N'evergreen.
Ved Dansk Melodi Grand Prix 2011 fremførte Anne Noa sangen "Sleepless", der fik en andenplads efter A Friend in London. Sangen var skrevet af John Gordon, Peter Bjørnskov og Lene Dissing. Sammen med sidstnævnte og Sune Haansbæk, skrev han "Reach for the Sky" af Kenneth Potempa ved Dansk Melodi Grand Prix 2012.
I 2013-udgaven af Dansk Melodi Grand Prix fremførte Mohamed Ali sangen "Unbreakable", der var skrevet af Morten Friis, Michael Parsberg, Peter Bjørnskov og Lene Dissing. Sangen fik en andenplads.

## Diskografi

### Album
- Nu (2014)

### Singler
som solo artist
| År                                                               | Titel              | Højeste placering | Højeste placering | Certificering | Album |
| År                                                               | Titel              | Download          | Airplay           | Certificering | Album |
| ---------------------------------------------------------------- | ------------------ | ----------------- | ----------------- | ------------- | ----- |
| 2012                                                             | "En anden"         | —                 | —                 |               | Nu    |
| 2013                                                             | "Lysår"            | —                 | —                 |               | Nu    |
| 2013                                                             | "Vi er helte"      | 40                | 12                |               | Nu    |
| 2014                                                             | "Venner for evigt" | —                 | —                 | - Guld        | Nu    |
| 2014                                                             | "Usynlig"          | —                 | —                 |               | Nu    |
| 2016                                                             | "Telefon"          | —                 | —                 |               |       |
| 2017                                                             | "Videre i mig"     | —                 | —                 | - Guld        |       |
| 2020                                                             | "Paralyze"         | —                 | —                 |               |       |
| "—" markerer en udgivelse der ikke opnåede en hitlisteplacering. |                    |                   |                   |               |       |

som featuring artist
| År                                                               | Titel                                                     | Højeste placering | Højeste placering | Højeste placering | Certificering        | Album        |
| År                                                               | Titel                                                     | Download          | Streaming         | Airplay           | Certificering        | Album        |
| ---------------------------------------------------------------- | --------------------------------------------------------- | ----------------- | ----------------- | ----------------- | -------------------- | ------------ |
| 2011                                                             | "Nattog" (Ankerstjerne featuring BJöRNSKoV)               | 8                 | —                 | 15                | - Guld (download)    | Ankerstjerne |
| 2013                                                             | "Dimitto (Let Go)" (Kato & Safri Duo featuring BJöRNSKoV) | 1                 | 17                | —                 | - Platin (streaming) |              |
| 2015                                                             | "Miracles" (Martin Jensen featuring Bjørnskov)            | 26                | 26                | 14                | - Guld               |              |
| 2016                                                             | "All I Wanna Do" (Martin Jensen)                          | 11                | 11                | 18                | - Guld               |              |
| 2018                                                             | "Somebody I'm Not" (Martin Jensen og Bjørnskov)           | —                 | —                 | —                 |                      |              |
| 2019                                                             | "So Happy" (Madden featuring Bjørnskov)                   | —                 | —                 | —                 |                      |              |
| "—" markerer en udgivelse der ikke opnåede en hitlisteplacering. |                                                           |                   |                   |                   |                      |              |